# كيفين مكهيل
كيفين مكهيل (بالإنجليزية: Kevin McHale)‏ هو مغني وموسيقي وممثل أمريكي، ولد في 14 يونيو 1988 في الولايات المتحدة.

## وصلات خارجية
- كيفين مكهيل على موقع IMDb (الإنجليزية)
- كيفين مكهيل على موقع ميتاكريتيك (الإنجليزية)
- كيفين مكهيل على موقع روتن توميتوز (الإنجليزية)
- كيفين مكهيل على موقع قاعدة بيانات الأفلام العربية
- كيفين مكهيل على موقع ألو سيني (الفرنسية)
- كيفين مكهيل على موقع ميوزك برينز (الإنجليزية)
- كيفين مكهيل على موقع تيرنر كلاسيك موفيز (الإنجليزية)
- كيفين مكهيل على موقع أول موفي (الإنجليزية)
- كيفين مكهيل على موقع إن إن دي بي (الإنجليزية)
- كيفين مكهيل على موقع أول ميوزيك (الإنجليزية)